# Markus Witting
Markus Witting (* 15. März 1979 in Bad Tölz) ist ein ehemaliger deutscher Eishockeyspieler (Verteidiger).

## Karriere
Der in Bad Tölz geborene Linksschütze begann seine Karriere beim EC Bad Tölz. Hier kam er in der Jugend von 1995 bis 1997 in 53 Juniorenspielen zum Einsatz, in denen er 4 Tore und 21 Punkte erreichte. Dann wechselte er für ein Jahr nach Klostersee, wo er sowohl 3 Spiele mit 2 Toren bei den Junioren, als auch 46 Partien mit 2 Toren und 11 Punkten in der damaligen 2. Liga Süd erreichte. Mit dieser Erfahrung wechselte er zurück zu seinem Heimatverein. Hier kam er erneut in drei Juniorenspielen zum Einsatz, in denen er 2 Tore erzielen konnte. Außerdem konnte er in 49 Einsätzen in der ersten Mannschaft, die in der 1. Liga Süd (der zweithöchsten deutschen Spielklasse) spielte, sein erstes Tor auf diesem Niveau erzielen und eine weitere Vorlage beisteuern.
Von 1999 bis 2002 spielte er fest in der ersten Mannschaft. Dabei brachte er es auf 162 Spiele mit 4 Toren und 19 Punkten. Im letzten Jahr kam er auf 129 Minuten auf der Sünderbank.
Im Sommer 2002 wechselte er den Club und schloss sich dem EC Heilbronn an. Für die Falken spielte er 55 Spiele mit 2 Toren und 10 Punkten. Und wiederum belegten 91 Strafminuten eine starke physische Präsenz. In der folgenden Saison spielte er inklusive Abstiegsrunde 55 Spiele, in denen er auf 6 Vorlagen und wiederum 89 Strafminuten kam. Doch das Team stieg letztlich in die Oberliga ab und so wechselte er den Verein. Er schloss sich dem BSchC Preussen in Berlin an, die ebenfalls in der dritten Liga spielten. Hier konnte er in 37 Einsätzen 2 Tore und 13 Punkte erreichen. Außerdem zieren wiederum 68 Strafminuten seine Statistik.
Für die Krefeld Pinguine qualifizierte ihn das starke Trainingscamp vor der Saison 2005/06 für einen Vertrag auf Monatsbasis. Für die Pinguine spielte der Linksschütze schließlich 52 DEL-Spiele.
In der Saison 2006/07 spielte er für die Lausitzer Füchse in der 2. Bundesliga. Dort erlangte er den nicht ganz ehrenwerten Titel des "bösen Buben" der Liga. In insgesamt 55 Spielen saß er 178 Minuten in der Kühlbox und belegte damit den ersten Platz in der Strafzeiten-Wertung. Abgesehen davon trug Markus Witting mit 16 Scorerpunkten und überzeugenden Leistungen in den Play-down-Spielen maßgeblich dazu bei, dass die Lausitzer Füchse gegen die wesentlich stärker eingestuften Dresdner Eislöwen den Klassenerhalt sichern konnten. Ab der Saison 2007/08 stand er im Kader der Blue Lions Leipzig aus der Oberliga. Zur Saison 2010/11 wechselte er zum ERC Sonthofen in die Bayerische Eishockey-Liga. Mit den Bulls konnte er in dieser Saison die Meisterschaft gewinnen. 2013 beendete er in Sonthofen seine Karriere.